# Église San Salvatore alle Coppelle
 (mars 2021).
San Salvatore alle Coppelle est une église de Rome située sur la Piazza della Coppelle, dans le rione Sant'Eustachio. Une bulle du pape Honorius III, de 1222, appelle l'église de Cupellis et dans un catalogue d'églises du XVIe siècle, fait référence à un marché « de fabricants de barils » qui existait dans les environs. 

## Histoire
Une inscription sur un mur intérieur de l'église indique qu'elle a été achevée au temps du pape Célestin III, le 26 novembre 1195, bien que cela puisse être une référence à une reconstruction et non à la date de la construction originale, qui est peut-être beaucoup plus ancienne. 
En 1404, le pape Innocent VII a remis l'église à l'Università dei Sellai, qui l'a contrôlée pendant trois siècles. En 1633, elle est devenue la base de la Confraternité du Saint-Sacrement de la Persévérance Divine, qui aidait les pèlerins et les étrangers tombés malades dans les auberges de Rome, soit par des soins hospitaliers, soit pour aider à prendre soin de leurs familles. En 1750, année du jubilé, l'église a été reconstruite par Carlo De Dominicis, qui a ajouté un espace, encore visible aujourd'hui, à côté de l'église pour que les aubergistes laissent les malades avec une note pour les frères de l'ordre. 
Entre 1858 et 1860, les deux fresques de l'église, datées de 1195, ont été vandalisées et aujourd'hui tout ce qui reste de l'église médiévale est le campanile, construit au XIIe siècle et aujourd'hui partiellement entouré de bâtiments voisins. Le 31 mars 1914, San Salvatore est devenue l'église nationale des gréco-catholiques de Roumanie et a commencé à effectuer ses services liturgiques dans le rite byzantin utilisé par la communauté. 

## Galerie

Images de l'église
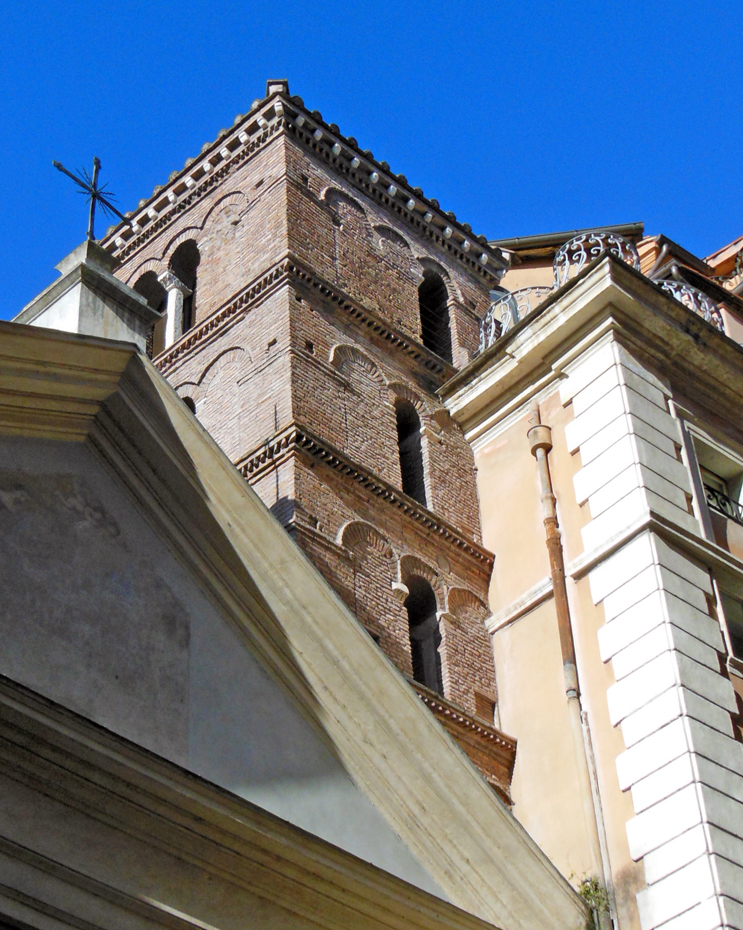
Campanile médiéval, en partie incorporé par les bâtiments voisins
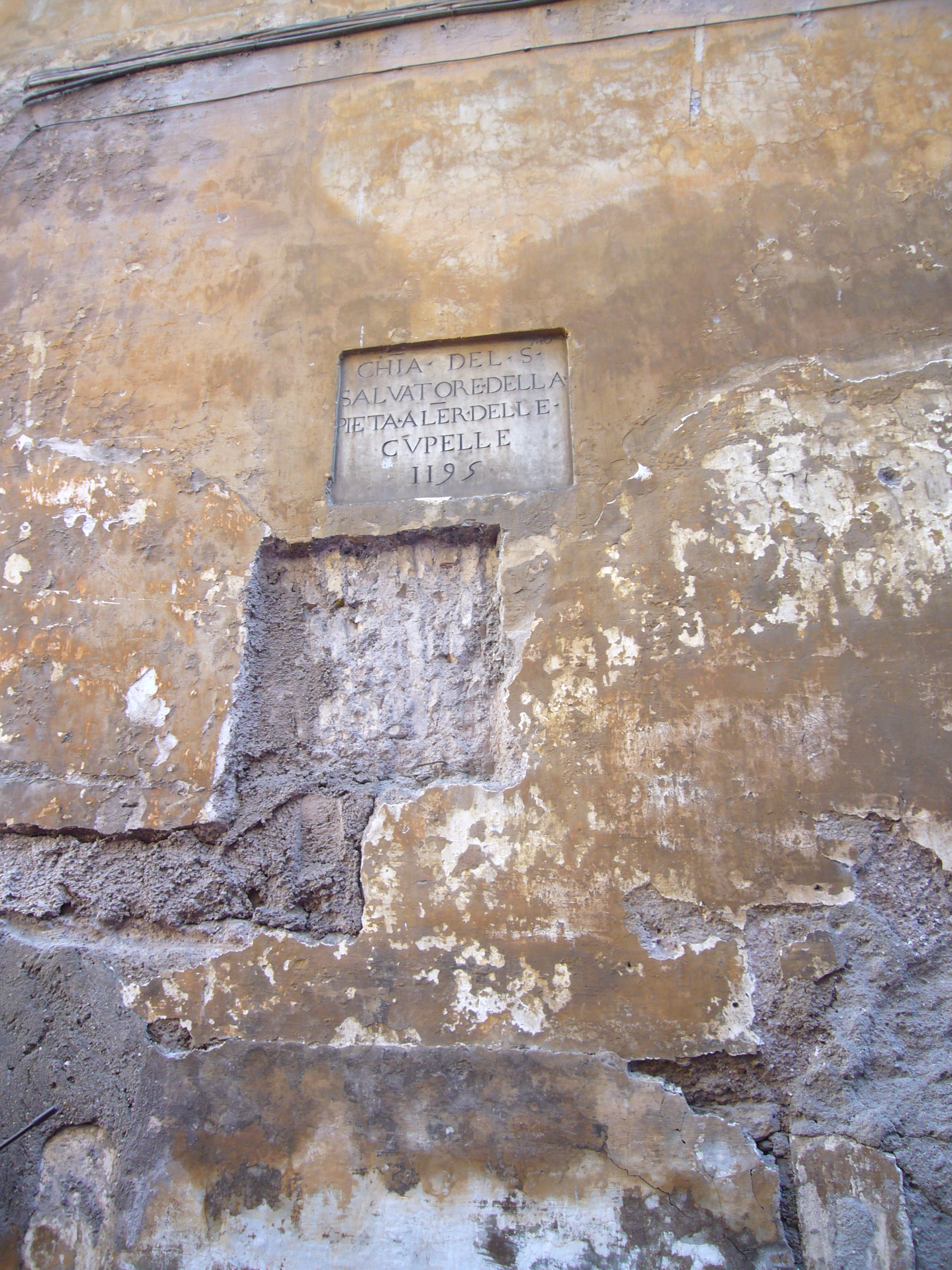
Inscription dédiée datée de 1195
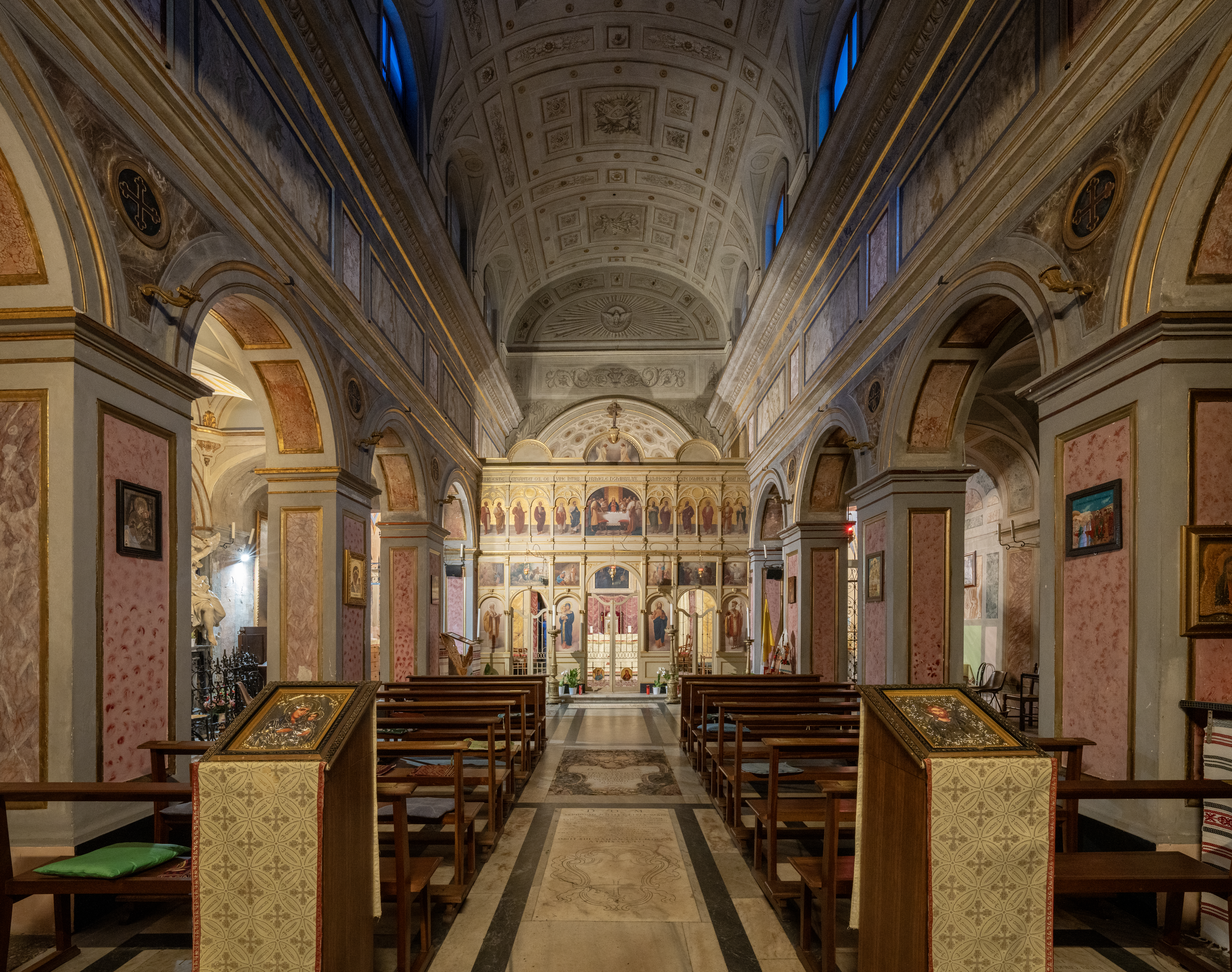
Vue de l'intérieur